# Patagonotothen tessellata
Patagonotothen tessellata és una espècie de peix pertanyent a la família dels nototènids.

## Descripció
- Pot arribar a fer 28 cm de llargària màxima.
- Cos marró per damunt, més pàl·lid per sota i amb taques irregulars, amples i fosques.
- 5 espines i 32 radis tous a l'aleta dorsal i cap espina i 30 radis tous a l'anal.
- 43 escates a la línia lateral superior i 8 a la inferior.
- Aleta caudal subtruncada.
- Una taca negra cobreix la major part de la primera aleta dorsal.
- L'aleta caudal i la primera dorsal tenen petites taques fosques.[6][7][8]

## Reproducció
Els mascles tenen cura dels llocs de posta.

## Depredadors
A les illes Malvines és depredat per Cottoperca gobio.

## Hàbitat
És un peix d'aigua marina, bentopelàgic i de clima subtropical.

## Distribució geogràfica
Es troba al Pacífic sud-oriental i l'Atlàntic sud-occidental: la Patagònia xilena i argentina.

## Observacions
És inofensiu per als humans.